# Antonio Rubio Marín
Antonio Rubio Marín (Granada, 21 de abril de 1884-Madrid, 1980) fue un arquitecto, cartógrafo y matemático español.  

## Biografía
Fue licenciado en Ciencias Exactas, arquitecto e ingeniero cartógrafo.
Como arquitecto trabajó en Madrid y en Aragón, destacando entre su obra en Madrid el edificio de la Unión Musical en la Carrera de San Jerónimo, un colegio en la calle Bravo Murillo  y unas viviendas en las calles Castelló y General Oraá; en Zaragoza es el autor del Gran Hotel y del edificio de Correos.
Fue decano del Colegio Oficial de Arquitectos de Madrid desde 1949 hasta 1953. De su etapa al frente del colegio de arquitectos destacó su labor en el desarrollo de la biblioteca colegial, incorporando la figura de bibliotecario, ya que hasta ese momento la biblioteca había sido gestionada exclusivamente por un vocal de la junta. Este impulso supuso el reconocimiento posterior de la junta directiva del colegio que puso el nombre de "Biblioteca Antonio Rubio" a la antigua biblioteca colegial de la calle Barquillo.

## Obras
- Gran Hotel en Zaragoza.

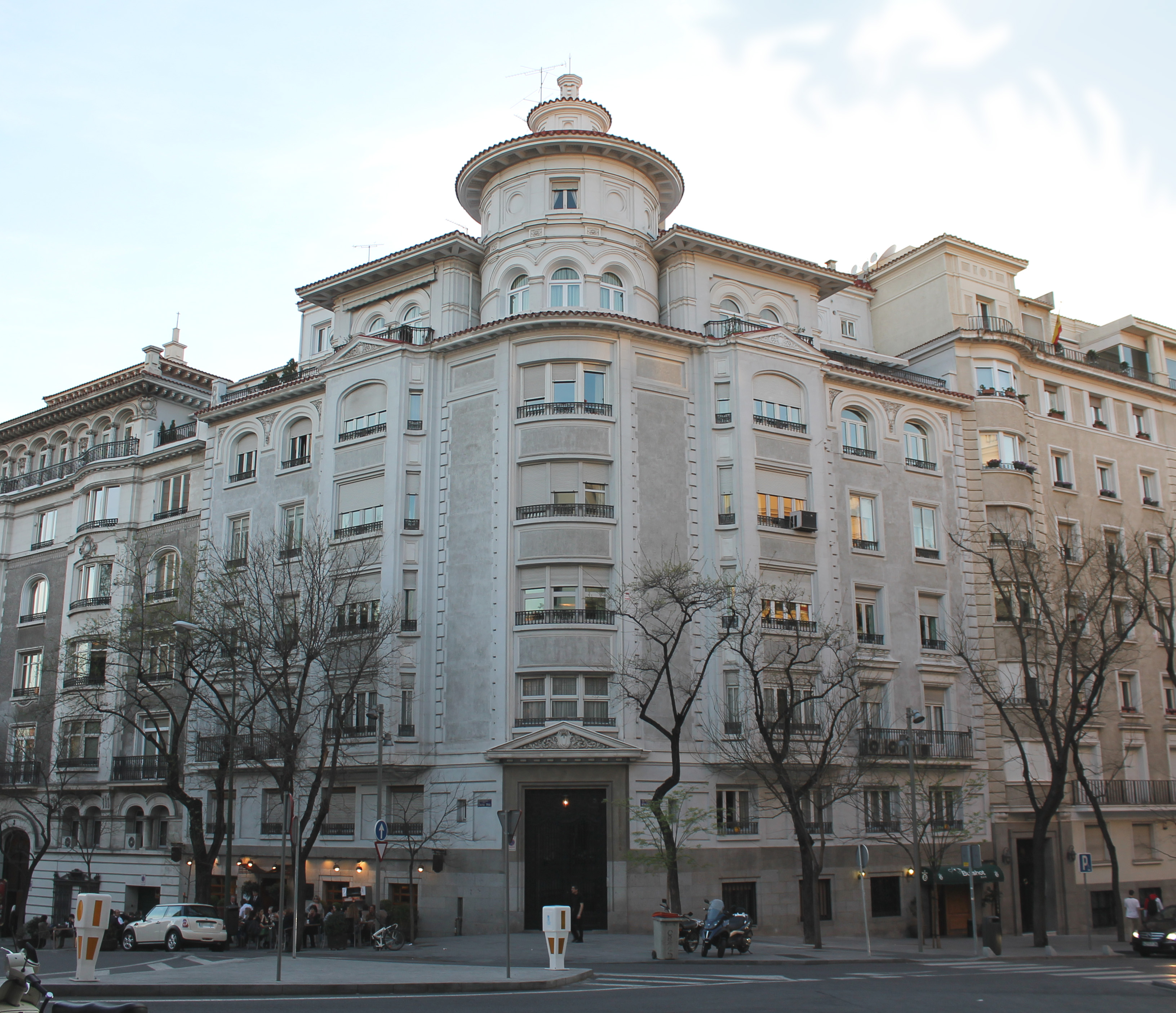
Viviendas en la calle General Oraá Madrid

- Hotel Alfonso XIII,Sevilla, ornamentación, decoración y avituallamiento, 1929.
- Proyecto para un concurso para una escuela de Veterinaria, en Córdoba.
- Delegaciones de hacienda y educación de Almería y Teruel.
- Ermita en Saja (Santander).
- Sanatorio escuela de postgraduados, en Riaza.
- Chalet del Dr. García Tapia, en Riaza.
- Vivienda del Doctor García Tapia en la calle Hermosilla n.º 2, Madrid.
- Casa de la Unión Musical, Carrera de San Jerónimo, Madrid.
- Viviendas en la calle Gral Oraa, y en Cea Bermúdez, Madrid.
- Clínica Valle Luz en el barrio de Salamanca, calle Jorge Juan n.º 40. Madrid.
- Chalet en la colonia el Viso (Pérez Pla), Madrid.
- Colegio Mayor femenino Ciudad universitaria, Madrid (hoy San Francisco Javier).
- Anteproyecto y proyecto de Palacio episcopal de la catedral de la Almudena.
- Proyecto de Ayuntamiento en Zaragoza.
- Edificio de Correos y Telégrafos (plaza de la Independencia). Zaragoza. 1926.